# Parametervergelijking
Een parametervergelijking is een wiskundige vergelijking waarmee een coördinaat van een wiskundig object, zoals een kromme, een oppervlak, een meetkundig lichaam, gegeven wordt in afhankelijkheid van een of meer parameters. De gezamenlijke parametervergelijkingen vormen de parametervoorstelling of parametrisering van het object. Met andere woorden, meestal worden {\displaystyle x}-, {\displaystyle y}- en {\displaystyle z}-waarden uitgedrukt als functie van de parameter(s). Als er maar één parameter is, hoort bij elke parameterwaarde één punt. Dit punt zal een kromme beschrijven als die parameter vloeiend verandert, mits het continue functies zijn. Met twee parameters verkrijgt men op analoge wijze een oppervlak.

## Voorbeelden

### Ellips

Een voorbeeld van parametervergelijkingen is:
{\displaystyle x=3\cos(t)}
{\displaystyle y=\sin(t)}
Als de parameter {\displaystyle t} vloeiend verandert, beschrijft het punt {\displaystyle (x,y)} een vaste ellips.
Een categorie bijzondere parameterkrommen wordt gevormd door de zogenaamde lissajousfiguren, waarin het punt dat de kromme doorloopt, onderhevig is aan zowel een horizontale als een verticale harmonische trilling. Een voorbeeld hiervan is het hierboven gegeven voorbeeld van de ellips.

### Grafiek
De grafiek van een functie kan opgevat worden als een parametervergelijking met de variabele {\displaystyle x} als parameter. 

### Sfeer (boloppervlak)

parametrisering van een boloppervlak, en zijn de parameters

De algemene cartesiaanse vergelijking van een boloppervlak of sfeer met straal {\displaystyle r} en middelpunt in {\displaystyle (x_{0},y_{0},z_{0})} wordt gegeven door
{\displaystyle (x-x_{0})^{2}+(y-y_{0})^{2}+(z-z_{0})^{2}=r^{2}}
Door substitutie in de cartesiaanse vergelijking kan men aantonen dat volgende uitdrukkingen een parametervoorstelling leveren voor hetzelfde boloppervlak: 
{\displaystyle x=x_{0}+r\sin \theta \;\cos \varphi }
{\displaystyle y=y_{0}+r\sin \theta \;\sin \varphi \qquad (0\leq \varphi \leq 2\pi {\mbox{ en }}0\leq \theta \leq \pi )}
{\displaystyle z=z_{0}+r\cos \theta }

## Algemeen
Een parametervergelijking is een vectorfunctie van {\displaystyle \mathbb {R} ^{m}} naar {\displaystyle \mathbb {R} ^{n}}, met {\displaystyle m} het aantal parameters en {\displaystyle n} het aantal coördinaten.
In wiskundige notatie wordt dit
{\displaystyle {\vec {P}}(t_{1},t_{2},\ldots ,t_{m})=(x_{1}(t_{1},t_{2},\ldots ,t_{m}),x_{2}(t_{1},t_{2},\ldots ,t_{m}),\ldots ,x_{n}(t_{1},t_{2},\ldots ,t_{m}))}

### Belangrijkste gevallen
Voor een kromme in twee dimensies, een vlakke kromme, wordt dit
{\displaystyle {\vec {P}}(t)=(x(t),y(t))}
En dus specifiek voor de grafiek van een functie van 
{\displaystyle \mathbb {R} } naar {\displaystyle \mathbb {R} }
{\displaystyle {\vec {P}}(t)=(t,f(t))}
Voor een kromme in drie dimensies, een ruimtekromme, wordt dit
{\displaystyle {\vec {P}}(t)=(x(t),y(t),z(t))}
Voor een oppervlak in drie dimensies wordt dit
{\displaystyle {\vec {P}}(u,v)=(x(u,v),y(u,v),z(u,v))}
En dus specifiek voor de grafiek van een functie van {\displaystyle \mathbb {R} ^{2}} naar {\displaystyle \mathbb {R} }
{\displaystyle {\vec {P}}(u,v)=(u,v,f(u,v))}

### Afgeleiden van een parametrische functie in twee dimensies
Voor een kromme in twee dimensies, 
{\displaystyle {\vec {P}}(t)=(x(t),y(t))}
worden de eerste en tweede afgeleiden van {\displaystyle y} naar {\displaystyle x} gegeven door:
{\displaystyle {\frac {\mathrm {d} y}{\mathrm {d} x}}\ =\ {\frac {y'(t)}{x'(t)}}}
{\displaystyle {\frac {\mathrm {d} ^{2}y}{\mathrm {d} x^{2}}}\ =\ {\frac {\mathrm {d} }{\mathrm {d} t}}\left({\frac {\mathrm {d} y}{\mathrm {d} x}}\right)\cdot {\frac {1}{(x'(t))^{2}}}}